# 宮本由利子
宮本 由利子（みやもと ゆりこ）は、日本のオルガニート専門家、作曲家、編曲家、講師である。オルガニート愛好会会長。

## 概要
- 手回しオルゴール（通称オルガニート）の編曲、楽譜作成、提供を行っている。
- オルガニートの講師もしており、オルガニートの編曲や仕組みなどを指導している。

## 経歴
- 7歳から楽器を習い始め、大学卒業後はオルゴールメーカーに入社、その後フリーランスで音楽活動。